# خيو بوناري
خيو بوناري ( بالانجليزيةKhieu Ponnary وايضا بالخميريةខៀវ ពណួាវី ) 3 فبراير 1920 - 1 يوليو 2003 هي سياسي كمبودي و معلمة و السيدة الاولى الخمير الحمر كانت الزوجة الأولي بول بوت ،وزوجة رئيس وزراء كمبوتشيا الديمقراطية. كانت أيضًا شقيقة خيو ثيريث وشقيقة زوجة إينغ ساري .

## سيرة الذاتية
ولدت خيو بوناري من يوم 3 فبراير 1920 من مقاطعة باتامبانج ، وولدت شقيقة خيو ثيريث بعد حوالي 12 سنة تخلى والدهم وهو قاصٍ كمبودي عن العائلة خلال الحرب العالمية الثاني وهرب إلى باتامبانج مع أميرة كمبودية بصفتها عضوا في عائلة مميزة تلقت تعليمها في مدرسة سيسواث ثانوية كما التحقت شقيقها الصغرى خيو ثيريث وزوجاهما المستقبليان إينج ساري وسالوث سار (لاحقا بول بوت ) بالمدرسة تخرجت من المدرسة ليسيه عام 1940 وأصبحت أول أمراة كمبودية تحصل درجة البكالوريوس

### اقامة في فرنسا
في عام 1949 غادرت كمبوديا مع أختها الصغرى ( التي كانت مخطوبة لإينج ساري ) إلى باريس حيث درست اللغويات الخميرية في باريس تزوجت أختها من أينج ساري في عام 1951 و اتخذت اسمه إينج ثيريث عند عودتها إلى كمبوديا تزوجت من سالوث سار ( بول بوت ) في يوم الباستيل عام 1956 أصبحت الأختان وزوجيهما فيما بعد معروفين باسم عصابة الاربعة الكمبودية في اشارة إلى المجموعة المتطرفة التي قادتها جيانغ تشينغ أرملة ماو تسي تونغ عادت بوناري إلى ليسيه سيسواث كمعلمة بينما كان زوجها يدرس في شامراون فيشيا وهي كلية خاصة جديدة 

## كمبوتشيا الديقراطية

خيو بوناري عام 1975

المعلومات المتوفرة عن دورها في أتشطة الحزب خلال ستينيات القرن العشرين متناثرة ومع ذلك عينت رئيسة لجمعية نساء كمبوتشيا الديمقراطية عام 1972 للعمل في مجال الدعاية و التثقيف ثم أصبحت سكرتيرة للحزب في محافظة كامبونغ ثوم عام 1973 ثم رئيسة لجمعية نساء كمبوتشيا الديمقراطية عام 1976 وخلال فترات مرضها اهتم بها طباخ بول بوت يونغ موين وعندما كانت بصحة جيدة سافرت مهعا في أنحاء في البلاد من كومبونغ تشام إلى برياه فيهير من عام عام 1972 حتى عام 1975 عندما لم تعد قادرة على العمل.

## بعد كمبوتشيا الديمقراطية (الحرب الفينتامية الكمبودية)

علم الخمير الحمر

بحلول عام 1975 على الاقل كانت بوناري تعاني من اضطراب نفسي متزايد نتجية إصرابتها بالفصام المزمن أصبحت تعاني من جنون العظمة بشكل حاد وكانت مقتنعة بان الفينتاميين يحاولون اغتيالها هي وزوجها طلقها بول بوت عام 1979 بعد الغزو الفيتنامي وتزوج زوجة ثانية

## محاكمة و اقامة الجبرية
في عام 1996 منحت بوناري مع اختها وزوج اختها عفوا من الملاحقة القضائية من الحكومة الكمبودية وتلقت بوناري رعاية اختها وزوج اختها اينغ ساري قال الاخير 
هي لا تعرف شيئا حتى انا تتذكر اشفق عليها كثيرا لكنني لا اعرف كيف اساعدها فهي مصابة بمرض يصعب علاجة .
ثم اقامة الجبرية في مدينة بايلين كمبودية منذ 1996 _ 2003

## وفاته
توفيت خيو بوناري بمرض السرطان يوم 1 جمادي الاول 1424 هجرته الموافق يوم 1 يوليو 2003 في مدينة بايلين عن عمر يناهز 83 عاماً تحت الإقامة الجبرية بعد خمس سنوات عن وفاتة زوجها و قادة الخمير الحمر بول بوت بيوم 15 أبريل 1998 مات في غرب بلاد بلدية ترابانغ بري الإقامة الجبرية بعد مرور سنوات عن سقوط النظامه

## انظر ايضا
بول بوت
الخمير الحمر
كمبوتشيا الديمقراطية
جمهورية كمبوتشيا الشعبية